# قرة دانغ
قرة دانغ (بالفارسية: قره‌دانگ) هي قرية تقع في غلستان في إيران. يقدر عدد سكانها بـ 256 نسمة بحسب إحصاء 2016.